# ヴァレリー・リマレンコ
ヴァレリー・イーゴレヴィチ・リマレンコ（ロシア語: Валерий Игоревич Лимаренко, ラテン文字転写: Valery Igorevich Limarenko、1960年10月19日 - ）は、ロシアの政治家。2019年9月12日よりサハリン州知事（2018年12月7日より代行）。

## 来歴
ウクライナ・ソビエト社会主義共和国ハリコフ出身。パイロットの一家に育つ。祖父は航空機修理工場勤務、父親は空軍兵士。1983年にハリコフ航空大学校（現在のN・E・ジューコフスキー記念航空宇宙大学）を卒業。専門は液体燃料ロケットの機械工学。
1984年～1988年：全ロシア実験物理学研究所コムソモール労働者。コムソモール中央委員会の代表、書記長を務める。
1996年～2001年： サロフ市議会議員
2001年～2003年：ニジニ・ノヴゴロド州建設・住宅公共サービス省大臣
2003年～2005年：ニジニ・ノヴゴロド州主任連邦検査官、沿ヴォルガ連邦管区大統領全権代表
2005年～2007年：ニジニ・ノヴゴロド州副知事（建設・エネルギー関係担当）
2007年、セルゲイ・キリエンコ率いるロスアトムへ移籍。福島第一原発事故にかかる対日支援では同社において中心的役割を果たした。
2018年12月7日、オレグ・コジェミャコの沿海地方知事への転出をうけ、ウラジーミル・プーチン大統領よりサハリン州知事代行に指名される。